# Jozef Pribilinec
Jozef Pribilinec (Kremnica, 6 giugno 1960) è un ex marciatore slovacco, fino al 1993 cecoslovacco.

## Biografia
Ai Giochi della XXIV Olimpiade vinse l'oro nei 20 km di marcia precedendo il tedesco Ronald Weigel (medaglia d'argento) e l'italiano Maurizio Damilano.

## Palmarès
| Anno                                   | Manifestazione   | Sede         | Evento         | Risultato | Prestazione | Note            |
| -------------------------------------- | ---------------- | ------------ | -------------- | --------- | ----------- | --------------- |
| In rappresentanza della Cecoslovacchia |                  |              |                |           |             |                 |
| 1979                                   | Europei juniores | Bydgoszcz    | Marcia 10000 m | Oro       | 41'04"71    |                 |
| 1980                                   | Giochi olimpici  | Mosca        | Marcia 20 km   | 20º       | 1h42'52"4   |                 |
| 1982                                   | Europei          | Atene        | Marcia 20 km   | Argento   | 1h25'55"    |                 |
| 1983                                   | Mondiali         | Helsinki     | Marcia 20 km   | Argento   | 1h20'59"    |                 |
| 1986                                   | Europei          | Stoccarda    | Marcia 20 km   | Oro       | 1h21'15"    |                 |
| 1987                                   | Europei indoor   | Liévin       | Marcia 5000 m  | Oro       | 19'08"44    |                 |
| 1987                                   | Mondiali indoor  | Indianapolis | Marcia 5000 m  | Argento   | 18'27"80    |                 |
| 1987                                   | Mondiali         | Roma         | Marcia 20 km   | Argento   | 1h21'07"    |                 |
| 1988                                   | Europei indoor   | Budapest     | Marcia 5000 m  | Oro       | 18'44"40    |                 |
| 1988                                   | Giochi olimpici  | Seul         | Marcia 20 km   | Oro       | 1h19'57"    | Record olimpico |
| In rappresentanza della Slovacchia     |                  |              |                |           |             |                 |
| 1993                                   | Mondiali         | Stoccarda    | Marcia 20 km   | 17º       | 1h26'11"    |                 |